# Ereteken voor Verdienste in Oorlogstijd
Het Ereteken voor Verdienste in Oorlogstijd (Duits: Ehrenzeichen für Verdienst im Kriege) was een militaire onderscheiding van het hertogdom Saksen-Meiningen. Het bronzen kruis werd alleen aan officieren uitgereikt. Voor onderofficieren en manschappen was er een Medaille voor Verdienste in Oorlogstijd. Saksen-Meiningen bezat sinds de militaire verdragen van de Duitse eenwording in 1870 geen eigen leger maar de hertog en de hertogin waren erekolonel of Einhaber van de infanterieregimenten Nr. 32 en Nr. 95.

## Beschrijving
De medaille werd op 7 maart 1915 door Bernhard III van Saksen-Meiningen ingesteld voor verdiensten in wat de Eerste Wereldoorlog zou gaan heten. 
Het bronzen rupertkruis is op een krans van eikenbladeren gelegd en met een bewegelijke gevoerde beugelkroon verhoogd. In het centrale medaillon staat het monogram "B" van de stichter en in de kruisarmen zijn vier open kronen afgebeeld. Op de keerzijde staat op de krans · FÜR VERDIENST · IM KRIEGE 1914/15  met in de krans het wapen van Saksen met de kroon van wijnruit. 
Men droeg kruis en medaille bij verleningen voor verdienste als combattant aan een oorlogslint, "am Kämpferband" op de linkerborst. Dat was zwart met geel-groene biezen. Voor niet-combattanten was er het smallere "Nichtkämpferband". Ook de medailles werden aan deze linten gedragen. 
De eerste kruisen werden door AWES Münze (A.Werner & Söhne) in Berlijn in brons geslagen. In 1917 was de Duitse oorlogseconomie in een wanhopige toestand geraakt en het brons werd schaars. Om voor de oorlogsvoering belangrijke metalen te sparen werden de kruisen nu niet langer van geoxideerd brons maar van een bronskleurig oorlogsmetaal vervaardigd. In 1918 kreeg de firma Chr. Lauer in Neurenberg de opdracht om nog goedkopere kruisen te leveren. Deze werden van het goedkope en ruim voorradige zink, vervaardigd. Deze kruisen zijn lichter van kleur en ze werden in veel gevallen met heldere lak bedekt om oxidatie te voorkomen. Van een Ereteken voor Verdienste in Oorlogstijd der Ie Klasse dat als een "steckkreuz" op de borst zou worden gespeld was in 1917 sprake maar het kruis werd niet ingevoerd.
Er zijn dus drie kruisen en twee linten gebruikt.
- Ereteken voor Verdienste in Oorlogstijd in brons
- Ereteken voor Verdienste in Oorlogstijd in bronskleurig metaal
- Ereteken voor Verdienste in Oorlogstijd in zink

Het kruis werd 3924 maal aan combattanten en 685 maal aan non-combattanten zoals artsen en zielszorgers uitgereikt. Onder de gedecoreerden was ook generaal Erich Ludendorff. Omdat in november 1918 over veel voordrachten nog niet was beslist werden de laatste medailles in 1920 toegekend.

## Het kruis van het Ereteken voor Verdienste in Oorlogstijd als ridderorde
Hetzelfde kruis, maar zonder de vier kronen in de armen en met een ander medaillon en een andere inscriptie werd als versiersel van de Orde van Verdienste voor Vrouwen en Maagden gebruikt. Deze damesorde werd alleen aan vrouwen en ongehuwde vrouwen ("Frauen und Jungfrauen") verleend. Het lint van de orde is zwart-wit en groen.
Duitsland leed in de Eerste Wereldoorlog op meerdere fronten verschrikkelijke verliezen. Het land werd ondertussen door een blokkade van de havens uitgehongerd. Aan het thuisfront moesten duizenden zwaargewonde, getraumatiseerde en verminkte gewonden worden opgevangen en verpleegd. De liefdadigheidsorganisaties waarin de vrouwen een belangrijke rol speelden moesten deze problemen en de nood van de achtergebleven gezinnen lenigen. Daarvoor in de diverse Duitse staten verschillende onderscheidingen en damesorden ingesteld. De meeste Duitse ridderorden werden ook tijdens de Eerste Wereldoorlog alleen aan mannen uitgereikt.

## Houders van het Ereteken voor Verdienste in Oorlogstijd
- Erich Ludendorff
- Gustav von Vaerst
- Filips van Hessen-Kassel
- Erich von dem Bach-Zelewski
- Heinrich von Vietinghoff
- Erich von dem Bach-Zelewski